# Gare de Kōriyama
La gare de Kōriyama (郡山駅, Kōriyama-eki) est une gare ferroviaire de la ville de Kōriyama, dans la préfecture de Fukushima, au Japon. La gare est desservie par le Shinkansen et les lignes classiques de la compagnie East Japan Railway Company (JR East).

## Situation ferroviaire
La gare est située au point kilométrique (PK) 226,7 de la ligne principale Tōhoku et au PK 213,9 de la ligne Shinkansen Tōhoku. Elle marque le début de la ligne Ban'etsu Ouest et la fin de la ligne Ban'etsu Est (PK 85,6).

## Histoire
La gare a été inaugurée le 16 juillet 1887. Elle est desservie par la ligne Shinkansen Tōhoku depuis le 23 juin 1982.

## Service des voyageurs

### Accueil
La gare dispose d'un bâtiment voyageurs, avec guichets, ouvert tous les jours.

### Desserte
- Voie 1 : Ligne Ban'etsu Ouest direction Inawashiro et Aizu-Wakamatsu
- Voies 2 et 4 : Ligne principale Tōhoku direction Fukushima et Shiroishi
- Voie 3 : Ligne Suigun pour Iwaki-Ishikawa et Mito
- Voies 4 et 5 : Ligne principale Tōhoku direction Shirakawa et Kuroiso
- Voie 6 : Ligne Ban'etsu Est direction Iwaki
- Voie 12 : Ligne Shinkansen Tōhoku direction Sendai et Morioka, Ligne Shinkansen Yamagata direction Yamagata et Shinjō
- Voie 13 : Ligne Shinkansen Tōhoku direction Ōmiya et Tokyo